# 玉沢
玉沢（たまさわ、生没不詳）は、江戸時代後期の大奥の上臈御年寄。江戸幕府10代将軍・徳川家治に仕えた。父は公卿・堤代長。名は袖。

## 生涯
堤家七代当主である堤代長の娘として生まれる。実妹の春光院は薩摩藩主・島津重豪の側室となり、浄岸院が重豪の継室に綾姫を選んだ際に、玉沢は浄岸院と一橋家の推薦で大奥に入る。
大奥入りして以降は、江戸幕府・11代将軍である徳川家斉の正室で、島津重豪の娘である広大院に仕え、上臈御年寄まで上り詰める。しかし、寛政元年7月14日（1789年）、公金不正融資事件に関与したことにより松平定信によって失脚する。